# Dendryphantes
Dendryphantes là một chi nhện trong họ Salticidae.

## Hình ảnh

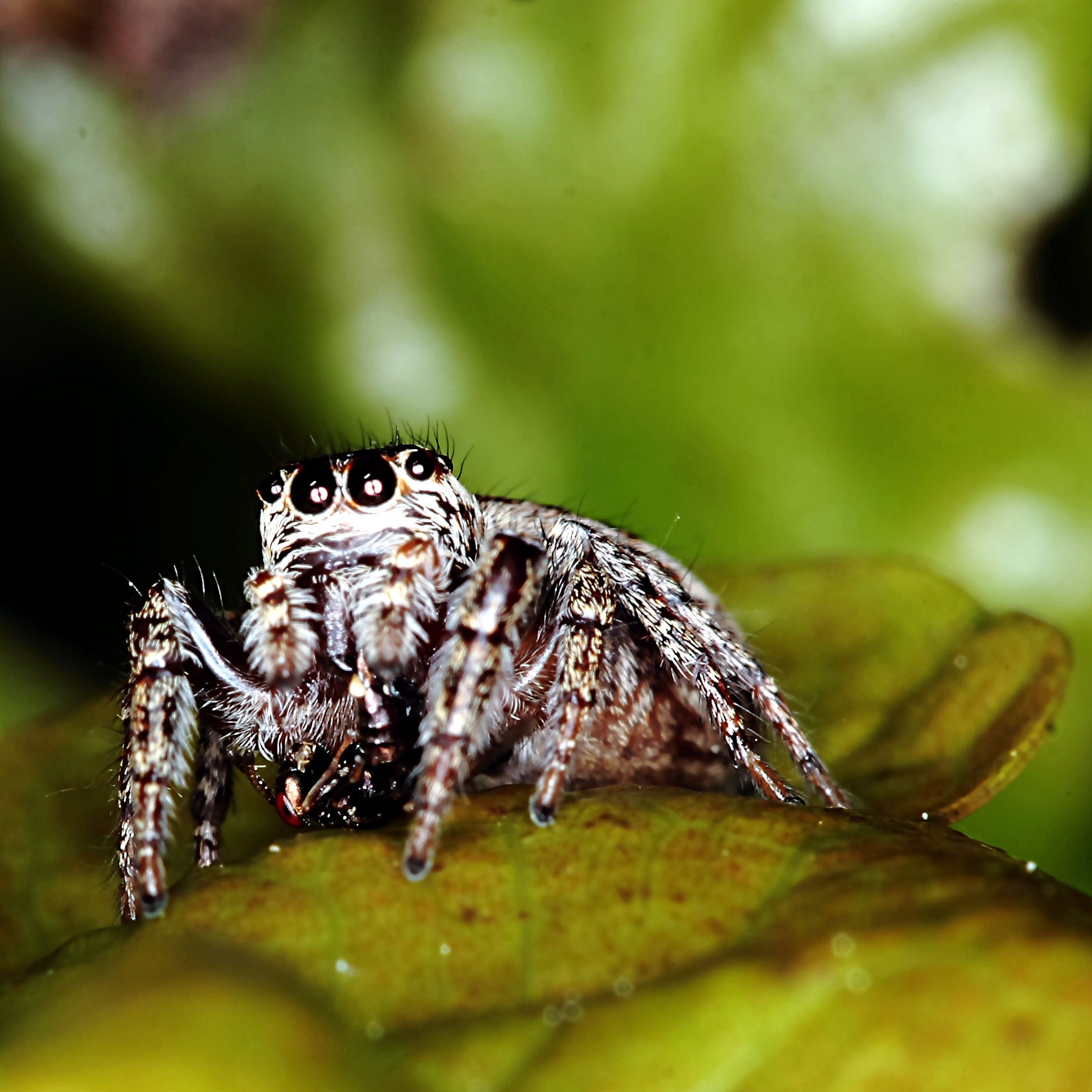